# Microdrosophila vittata
Microdrosophila vittata är en tvåvingeart som beskrevs av Toyohi Okada 1985. Microdrosophila vittata ingår i släktet Microdrosophila och familjen daggflugor.
Artens utbredningsområde är Nya Kaledonien. Inga underarter finns listade i Catalogue of Life.